# Onychiurus aguzouensis
Onychiurus aguzouensis is een springstaartensoort uit de familie van de Onychiuridae. De wetenschappelijke naam van de soort is voor het eerst geldig gepubliceerd in 1978 door Louis Deharveng.